# Sigi Schmid
Siegfried Schmid, mais conhecido como Sigi Schmid (Tubinga, 20 de março de 1953 –– Los Angeles, 25 de dezembro de 2018), foi um futebolista e treinador alemão naturalizado estadunidense que jogou como meia.
Considerado um dos dois "padrinhos" da história moderna do futebol nos Estados Unidos, ao lado de seu rival Bruce Arena, por sua influência e sucesso, Schmid é um dos maiores e mais bem-sucedidos treinadores dentro do país, tendo sido tricampeão nacional no futebol universitário após dezenove anos como treinador da equipe de futebol da UCLA, os Bruins, e duas vezes da Major League Soccer, a principal competição de futebol profissional no país. Fora isso, também fora com o Los Angeles Galaxy apenas o segundo clube e treinador estadunidense a vencer a Liga dos Campeões da CONCACAF, em 2000 (o outra fora Arena, dois anos antes). Após sua morte, em 2018, o prêmio de melhor treinador do ano na MLS foi renomeado com seu nome.

## Carreira
Nascido na Alemanha Ocidental, se mudou com seus pais para os Estados Unidos com três anos de idade. Seu sucesso jogando em clubes amadores da região de Los Angeles o levou ao time da Universidade da Califórnia em Los Angeles, os Bruins, e, embora tenha jogado nas quatro temporadas em que esteve na equipe, chegando a duas finais do campeonato universitário nacional, decidiu abandonar a carreira de jogador após se formar por não ter se contentado com as propostas que recebeu, dando preferência para sua formação em contabilidade, embora também visasse a carreira como treinador, tendo começado a treinar equipes juvenis na mesma época. Em 1979, recebeu uma proposta para se tornar o assistente técnico dos UCLA Bruins.
A partir da temporada de 1980, assumiu a equipe após o treinador Steve Gay tirar um ano sabático, dando início a uma era de 19 anos e três títulos, com 322 vitórias e dezesseis temporadas consecutivas chegando às finais da NCAA, o campeonato nacional. Apesar disso, em seus primeiros anos como treinador da equipe principal, compartilhou a função de treinador com a de sua formação como contador, trabalhando em uma das maiores empresas de auditoria dos Estados Unidos (entre agosto e dezembro de cada ano, ele se dedicava exclusivamente ao cargo de treinador). No ano de 1999, seu último na equipe universitária, também treinou a equipe sub-20 dos Estados Unidos no Copa do Mundo FIFA Sub-20 de 1999,[carece de fontes?] antes de assumir o Los Angeles Galaxy. Antes disso, também trabalhou como assistente da equipe principal da seleção dos EUA entre 1991 e 1995, estando presente na Copa do Mundo de 1994.
Na equipe profissional de Los Angeles, conquistou quatro títulos entre os anos de 2000 e 2002: a Liga dos Campeões da CONCACAF em 2000, a Lamar Hunt U.S. Open Cup em 2001 e a MLS Supporters' Shield e MLS Cup em 2002. À parte das conquistas, ficou próximo do título em 1999, quando perdeu a final para o D.C. United de Bruce Arena. Acabou por deixar a equipe em 2004 após divergências com o gerente geral, Doug Hamilton, que, ironicamente acabou morrendo menos de dois anos depois. Em 2005, brevemente treinou a equipe sub-20 dos EUA na Copa do Mundo da categoria daquele ano, obtendo como destaque a vitória por 1 x 0 sobre a Argentina de Lionel Messi.
Em 2006, passou a treinador o Columbus Crew, conquistando em 2008 uma nova dobradinha na carreira com as conquistas da MLS Supporters' Shield e da MLS Cup, antes de deixar o clube ao fim do contrato para assinar com o Seattle Sounders, time que disputaria seu primeiro ano na MLS em 2009. Sua saída do Crew para o Sounders foi altamente contestada pelo clube de Columbus, embora que o próprio Schmid tenha chegado a comentar com o futuro proprietário do clube de Seattle, Adrian Hanauer, ainda em 2005: "Quando o seu sonho se tornar realidade e você conseguir um time da MLS em Seattle, não se esqueça de mim." Apesar de uma investigação da MLS ter concluído que não houve qualquer violação na transferência do treinador, o Sounders teve que pegar ao Crew uma "taxa de transferência" de 100 mil dólares.
Em Seattle, onde fora apresentado oficialmente como o primeiro treinador da história da nova franquia em 16 de dezembro de 2018, conquistou cinco títulos: a Lamar Hunt U.S. Open Cup na primeira temporada da história do clube, em 2009; conquistando novamente o troféu nos dois anos seguintes, em 2010 e 2011, e de novo em 2014, ano em que também ganhou o Supporters' Shield. Deixou o clube na metade de 2016, dando lugar ao seu principal assistente, o local Brian Schmetzer, que jogara no Sounders original, e era o treinador do Sounders revivido nos anos 2000 antes de se tornar uma franquia da MLS. Ironicamente, com Schmetzer, a equipe terminaria o ano campeã pela primeira vez da MLS, após bater os canadenses do Toronto nos pênaltis por 5 x 4.

## Títulos
UCLA Bruins
- College Cup: 1985, 1990, 1997

Los Angeles Galaxy
- Liga dos Campeões da CONCACAF: 2000
- Lamar Hunt U.S. Open Cup: 2001
- MLS Supporters' Shield: 2002
- MLS Cup: 2002

Columbus Crew
- MLS Supporters' Shield: 2008
- MLS Cup: 2008

Seattle Sounders
- Lamar Hunt U.S. Open Cup: 2009, 2010, 2011, 2014
- MLS Supporters' Shield: 2014

### Individuais
- UCLA Athletics Hall of Fame: 1996
- NCAA Coach of the Year: 1997
- MLS Coach of the Year Award: 1999, 2008
- National Soccer Hall of Fame: 2015[15]